# Rhagodopa jaffana
Rhagodopa jaffana är en spindeldjursart som beskrevs av Roewer 1933. Rhagodopa jaffana ingår i släktet Rhagodopa och familjen Rhagodidae. Inga underarter finns listade i Catalogue of Life.